# Cap Fréhel
Ne doit pas être confondu avec Fréhel.
Le cap Fréhel est une pointe de grès rose au relief tourmenté qui sépare à l'est la baie de Saint-Brieuc de la baie de Saint-Malo, sur la côte de la Manche. Il est situé sur la commune de Plévenon et non sur celle, limitrophe, de Fréhel, comme pourrait le laisser penser le nom de cette dernière, dans le département français des Côtes-d'Armor. Ce cap compte parmi les plus impressionnants de Bretagne : la falaise domine la mer d'environ 70 mètres.
Le cap Fréhel est classé pour son intérêt ornithologique et pour le bon état de conservation des landes côtières.
Depuis septembre 2019, le site Le Cap d'Erquy-Cap Fréhel (Côtes d'Armor) a reçu officiellement le label Grand Site de France pour 6 ans, attribué par le ministère de la Transition écologique et solidaire. Cette décision reconnaît le travail accompli pour préserver ses paysages exceptionnels, tout en améliorant l'accueil du public. 

## Géographie

### Localisation
Le cap Fréhel est situé sur la côte nord de la Bretagne, à la limite ouest de la Côte d'Émeraude. Situé à 8,5 km du centre de Fréhel et à 4 km du centre de Plévenon, l'accès se fait par une route côtière, soit en arrivant de l'est, en passant à proximité du fort La Latte, soit depuis Sables-d'Or-les-Pins, à l'ouest. Un sentier entre les bruyères et les ajoncs, intégré au GR 34, fait le tour du cap. Par temps clair, on peut distinguer l’île anglo-normande de Jersey.
Le cap Fréhel a donné son nom au cap de Freels de la côte orientale de Terre-Neuve quand les marins locaux ont commencé à y exploiter la morue.

### Le paysage

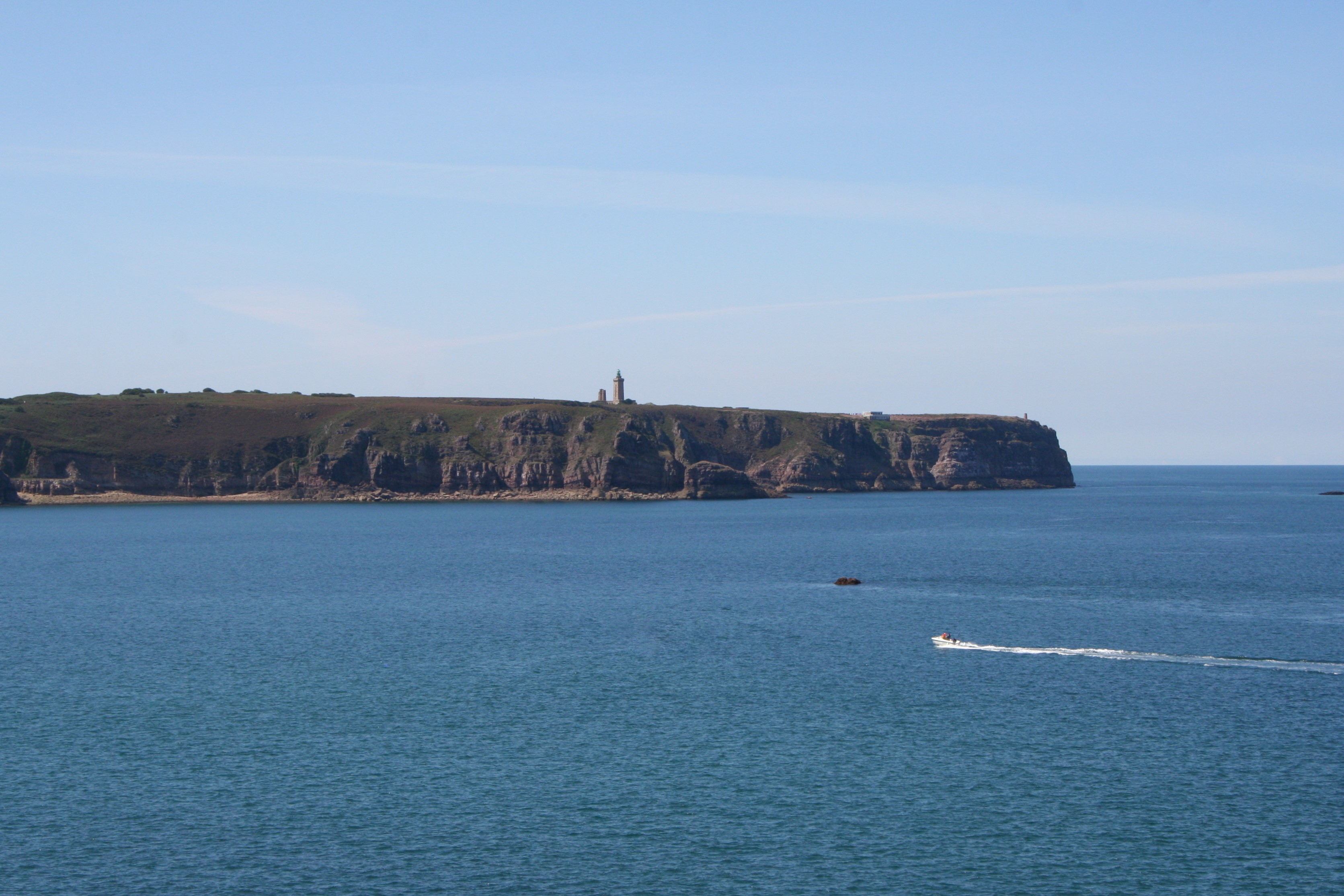
Vue du cap Fréhel depuis Fort la Latte.
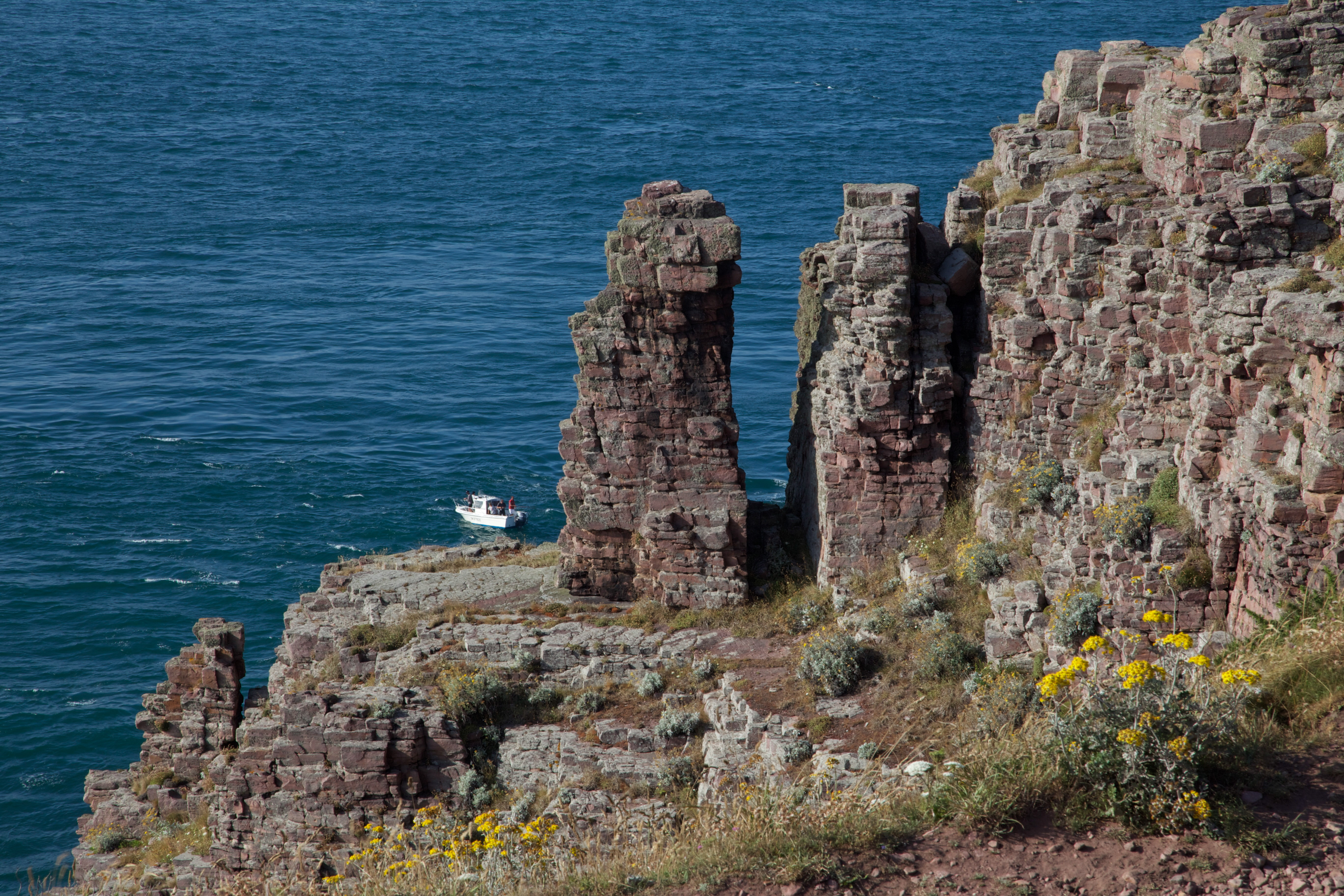
Rochers de grès rose à la pointe du cap.
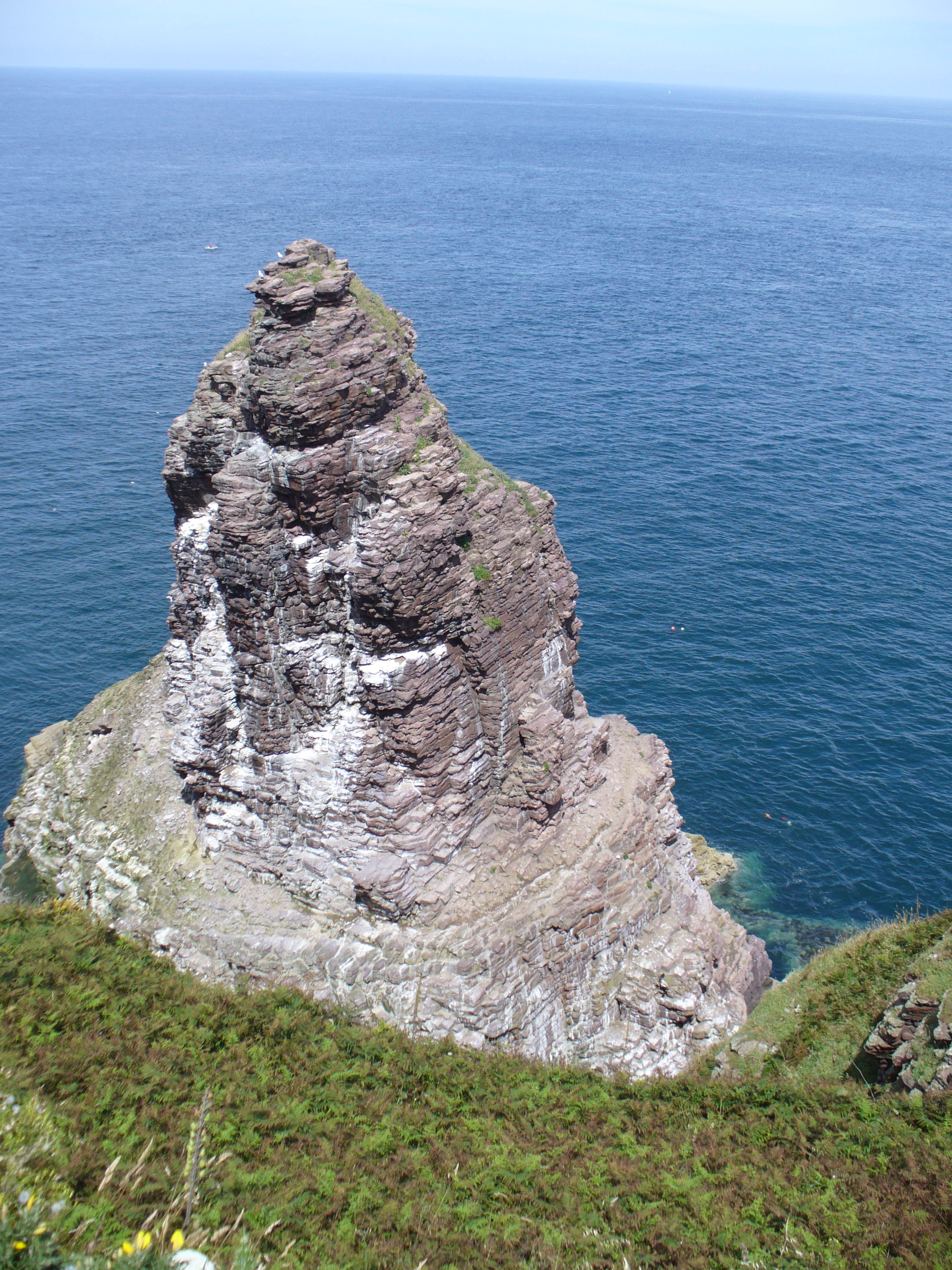
Le rocher de la Fauconnière.
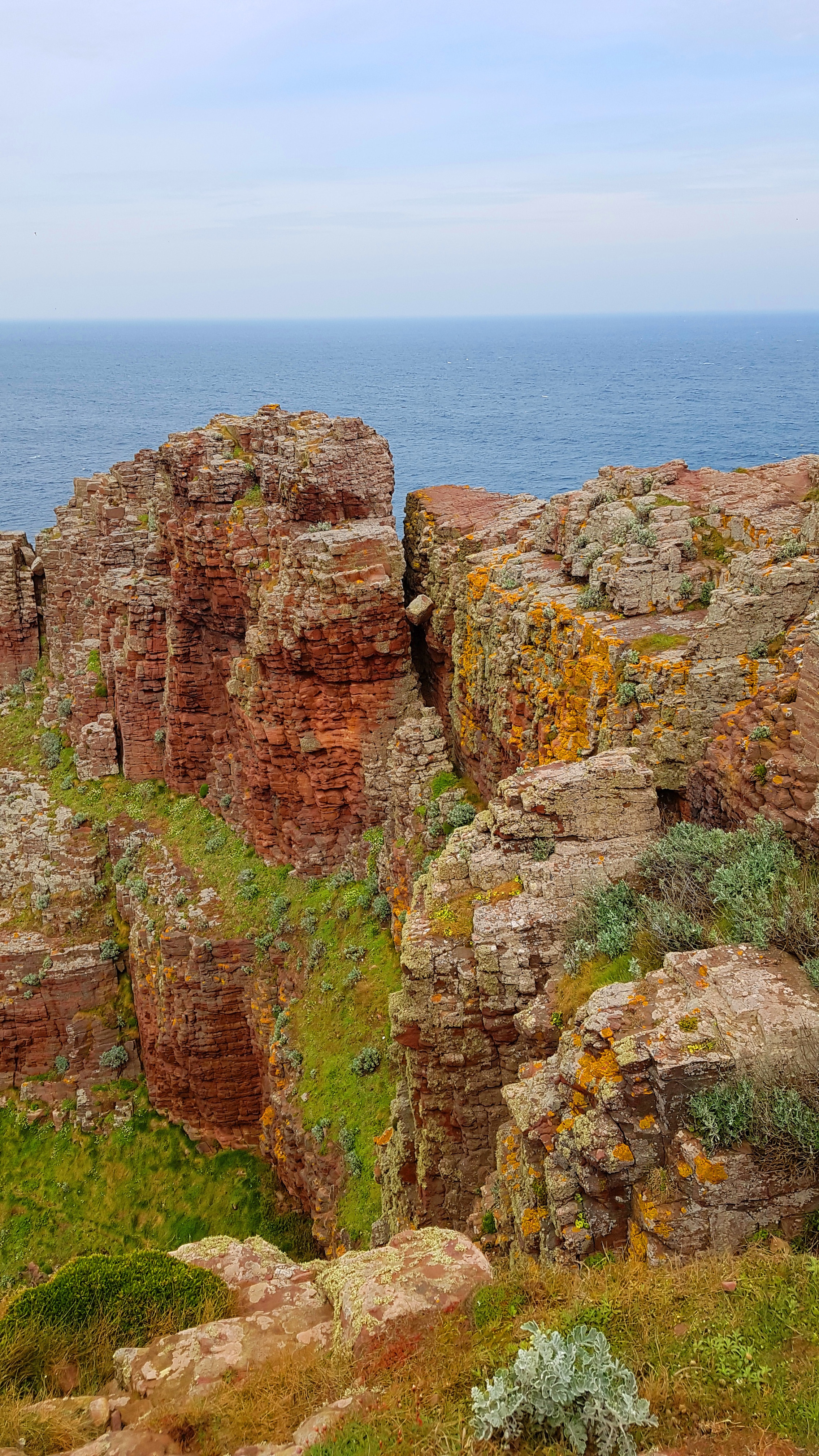
Rochers de grès.
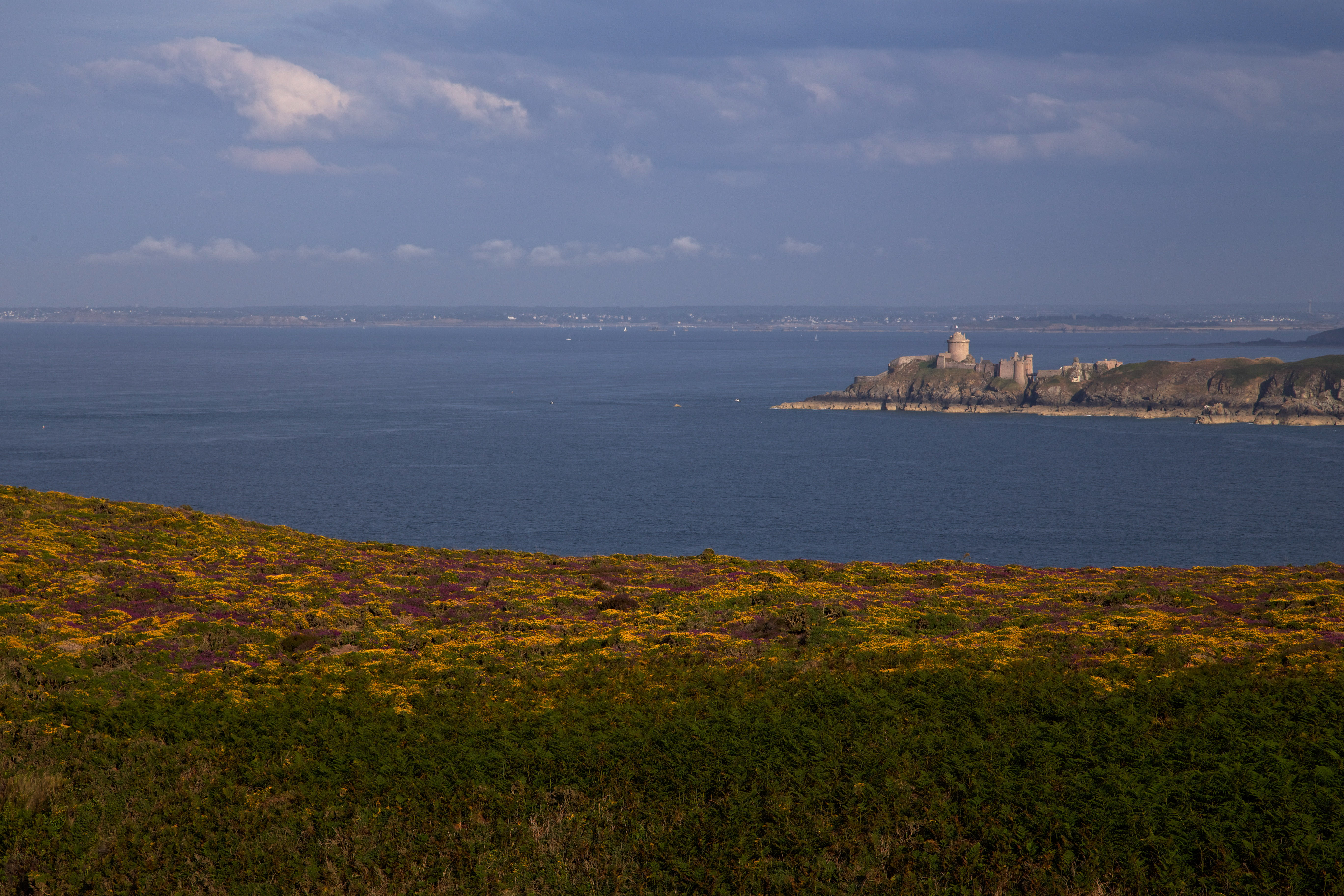
Vue sur le Fort la Latte depuis le GR 34 au cap Fréhel.
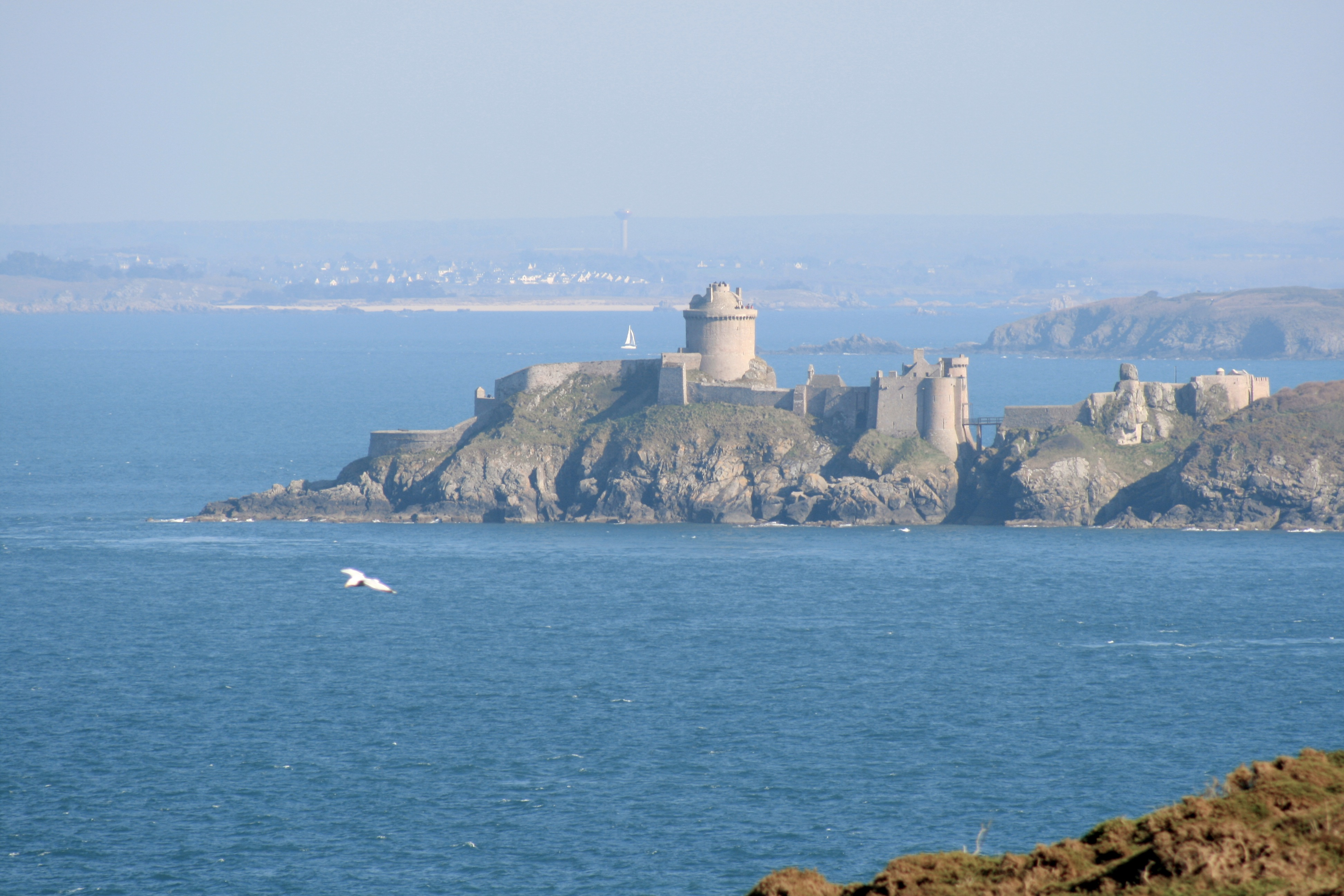
Autre vue de Fort la Latte depuis le cap Fréhel.
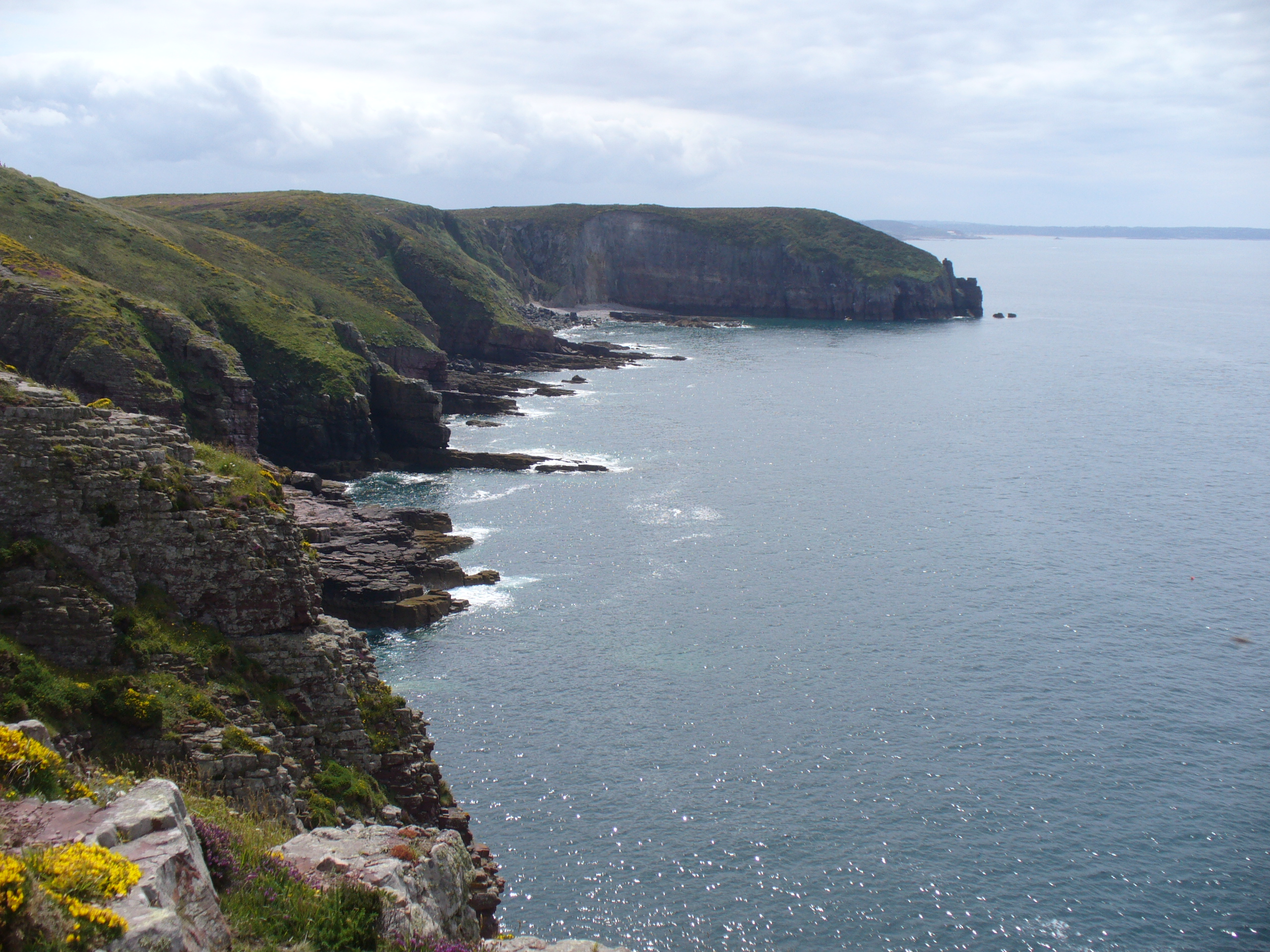
Les falaises de grès rouge dominent la Côte d'Émeraude.

### Les plages
De nombreuses plages et criques sont accessibles tout au long de la côte de part et d'autre du cap Fréhel depuis le sentier GR34 et/ou par la route. Des exemples notables sont : l'anse des Sévignés (au pied des falaises du cap), la Fosse (accessible en descendant les dunes), ou encore les Grèves d'en Bas (spot de surf reconnu).

### Les houles et grottes marines
La côte rocheuse et escarpée du cap abrite de nombreuses grottes marines, appelées localement "houles". Les contes et légendes collectés par Paul Sébillot au XIXe siècle précisent que ces grottes étaient peuplées par les fées des houles.
Les cavités sont accessibles aux piétons, à marée basse, et aux kayakistes de mer, à marée haute. La houle de la Banche est la plus longue de ces cavités marines.

## Cadre géologique

Carte géologique du Massif armoricain, avec au nord-est le batholite mancellien et ses nombreux plutons de granite cadomien (Trégor, Lanhélin, Louvigné, Vire, Avranches…). Ce batholite dessine une ellipse de 150 km (d'Alençon à la Rance) sur 90 km (de Vitré à Vire).

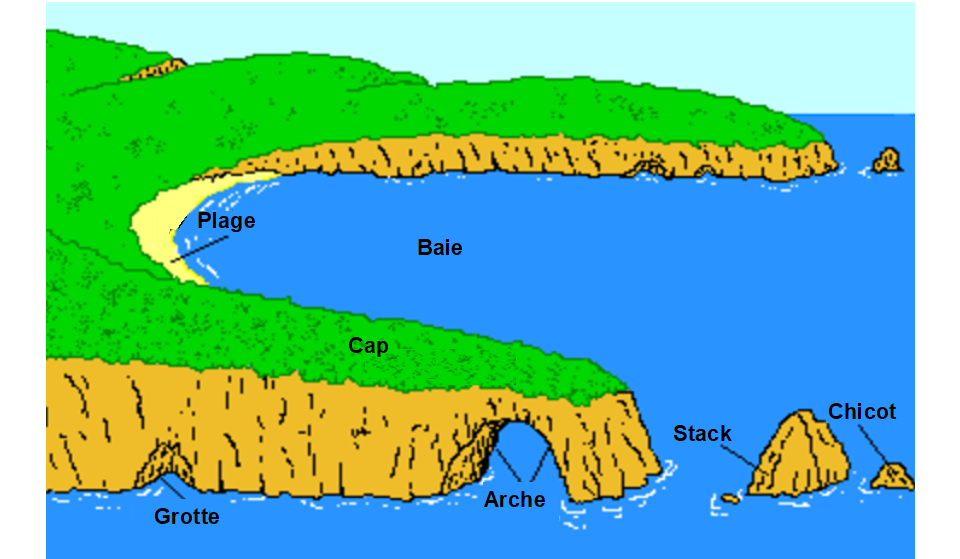
Diagramme illustrant l'érosion des cap, les grottes évoluant en arche puis en stack (pilier, pinacle) et en chicot.

Fréhel est localisée dans la partie médiane du domaine nord armoricain, unité géologique du Massif armoricain qui est le résultat de trois chaînes de montagne successives. Le site géologique de Fréhel se situe plus précisément dans un bassin sédimentaire essentiellement briovérien (constitué de formations volcano-sédimentaires) limité au nord-est par un important massif granitique cadomien, le batholite du Trégor, et au sud-ouest le pluton de Lanhélin qui font partie d'un ensemble plus vaste, le batholite mancellien,. 
L'histoire géologique de la région est marquée par le cycle cadomien (entre 750 et 540 Ma) qui se traduit par la surrection de la chaîne cadomienne qui devait culminer à environ 4 000 m. À la fin du Précambrien supérieur, les sédiments briovériens environnants sont fortement déformés, plissés et métamorphisés par l'orogenèse cadomienne, formant essentiellement des schistes et des gneiss. Les massifs granitiques du Mancellien scellent la fin de la déformation ductile de l'orogenèse cadomienne ainsi que l'intrusion de diorite de Coëtmieux-Fort-la-Latte (daté de 580 Ma) qui forme le noyau dur d'un horst, entourée de métagabbros moins résistants, plus ou moins hydrothermalisés.
Dans la région, la reprise de sédimentation à l'Ordovicien inférieur est marquée par le dépôt de séries gréseuses ou argileuses, rouges-violacées souvent immatures (grès feldspathiques) : ces dépôts caractérisent les formations d'Erquy-Fréhel, homologues des séries détritiques rouges du bassin de Plouézec-Plourivo-Bréhec. 
Les spectaculaires falaises rouges montrent du grès rouge à pendage faible vers l'Ouest et qui est parfois coupé par de grands filons de diorite qui se dressent presque verticalement. L'érosion marine a découpé ces grès en marches d'escalier et en blocs polyédriques, les failles et diaclases favorisant le débitage de grands pans de roches aux parois subverticales. Avant de s'effondrer, les blocs diaclasés donnent parfois des piliers ou des pinacles plus résistants, comme le rocher de la Fauconnière.
Ce grès appartient à ce que les scientifiques nomment la Série rouge d'Erquy-Fréhel, série sédimentaire du golfe normano-breton issue de l'altération de l'orogène cadomien. Sous l’effet de l’érosion, des coulées de débris se forment, formant des poudingues à la base de cette série. Un régime torrentiel s’installe transportant et accumulant les débris au pied des pentes dans des cônes alluviaux que l'on reconnaît dans le poudingue d'Erquy et dans la lentille de grès d'Erquy. Puis les torrents laissent place à un réseau de rivières en tresses qui véhiculent dans un immense delta des sédiments plus fins composés de grains de silice et de feldspath qui, par accumulation et cimentation, se transforment en grès un peu arkosiques, parfois avec stratifications entrecroisées (témoins de la présence de filières au fond de ce delta), parfois avec de petits lits conglomératiques. La couleur rouge de la roche provient d’un oxyde de fer qui lors du dépôt des grains de sable s’est mélangé au ciment les unissant, donnant cette coloration si particulière. Cette série sédimentaire de grès feldspathiques roses épais de 400 mètres forme des couches de terrain empilées les unes sur les autres en position quasiment horizontale (pendage d'environ 15°), peu plissées. Ce pendage témoigne d'un mouvement de légère bascule postérieurement à son dépôt mais semble-t-il aucun phénomène de métamorphisme, ni de plissement alors que dans d'autres régions bretonnes, le grès blanc forme des bancs massifs redressés à la verticale, en raison de l'intensité des déformations supportées par ces roches au cours de l'orogenèse hercynienne.
Ce grès a été employé pour ses qualités de résistance à l'usure, essentielles pour la voirie. La société des Carrières de l'Ouest l'exploite toujours pour granulats et enrochements dans d'immenses « fosses » littorales. Une partie de la production est exportée par mer à partir de Port-Barrier, remis en état.

## Toponymie
Le Cap Fréhel, noté Cap de Frehel sur une carte marine du XVIIe siècle est selon François Falc'hun un toponyme d'origine bretonne. Il procéderait du breton frec'her (pluriel de forc'h, la fourche), devenu frec'hel par dissimilation de la finale. Erwan Vallerie présume que la forme moderne Frehel procèderait d'un toponyme non connu, avec un phénomène de substitution du phonème [θ] par le phonème [h]. Cette étape serait produite lors de la francisation de la région au XIIe siècle.
En gallo, la langue d'oïl locale, Frehel est connu sous la forme Ferhel.
En breton, le nom du cap est aussi connu sous la forme francisée Frehel, que l'on retrouve sous les dénominations Kab Frehel ,,,,,, Beg Frehel,, ou bien encore Beg-douar Frehel. La forme Beg-douar Frec'hel, relevée par le Fréhelois Loeiz Andouard dans son lexique de la mer, provient d'un numéro de la revue Skol de 1958.

## Patrimoine historique

### Phares
Le vieux phare (ou tour Vauban), en granite, fut construit sous Louis XIV en 1701 par un des disciples de Vauban, Jean-Siméon Garangeau (1647-1741), qui est nommé « ingénieur en chef et directeur des fortifications de Saint-Malo » en 1691 et le restera jusqu'à sa mort. À l'époque, on brûlait notamment de l'huile de poisson[réf. nécessaire].

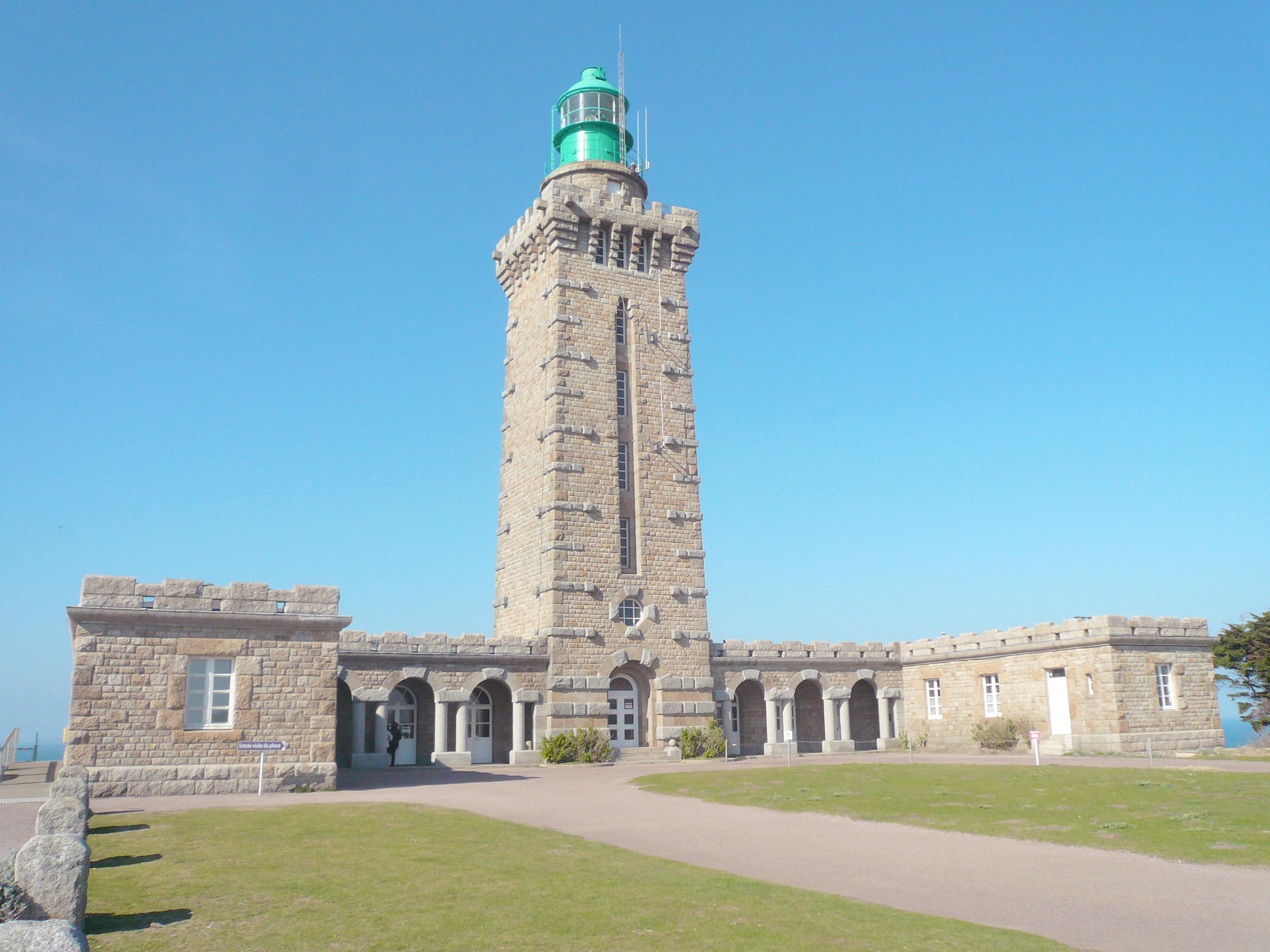
Le phare actuel, construit de 1946 à 1950.
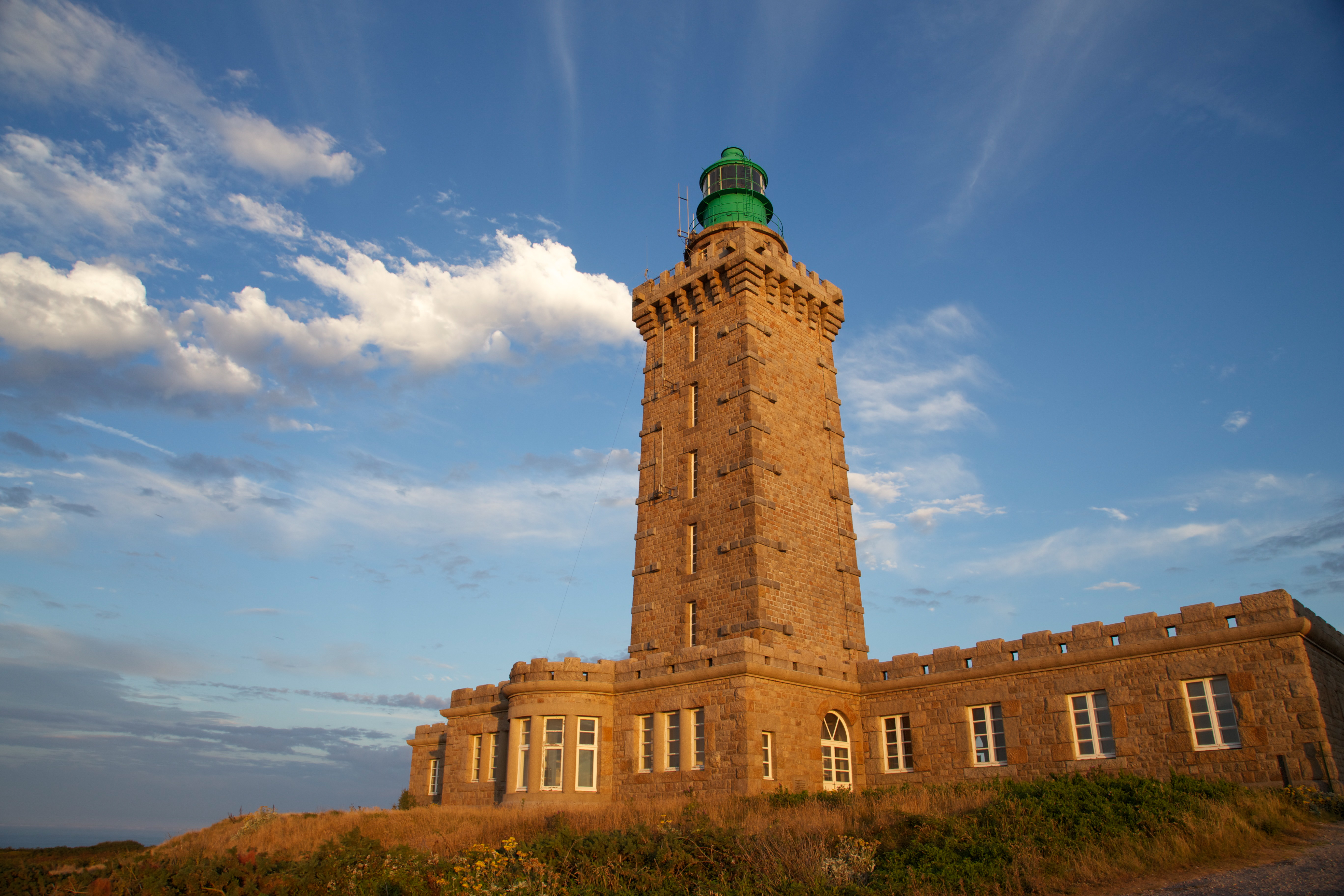
Le phare à la fin du jour.
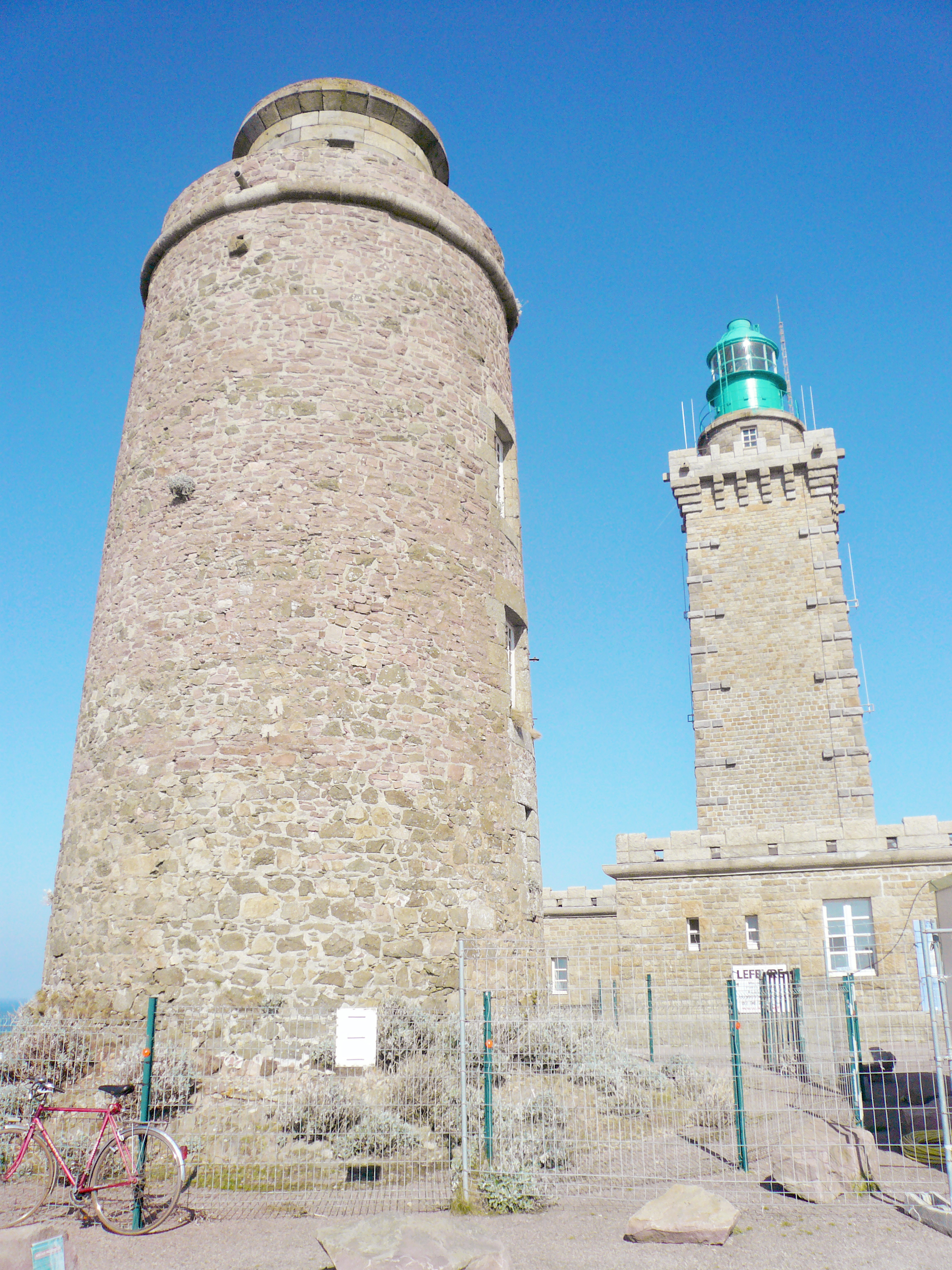
Le phare de 1701 avec, en arrière plan, le phare actuel.
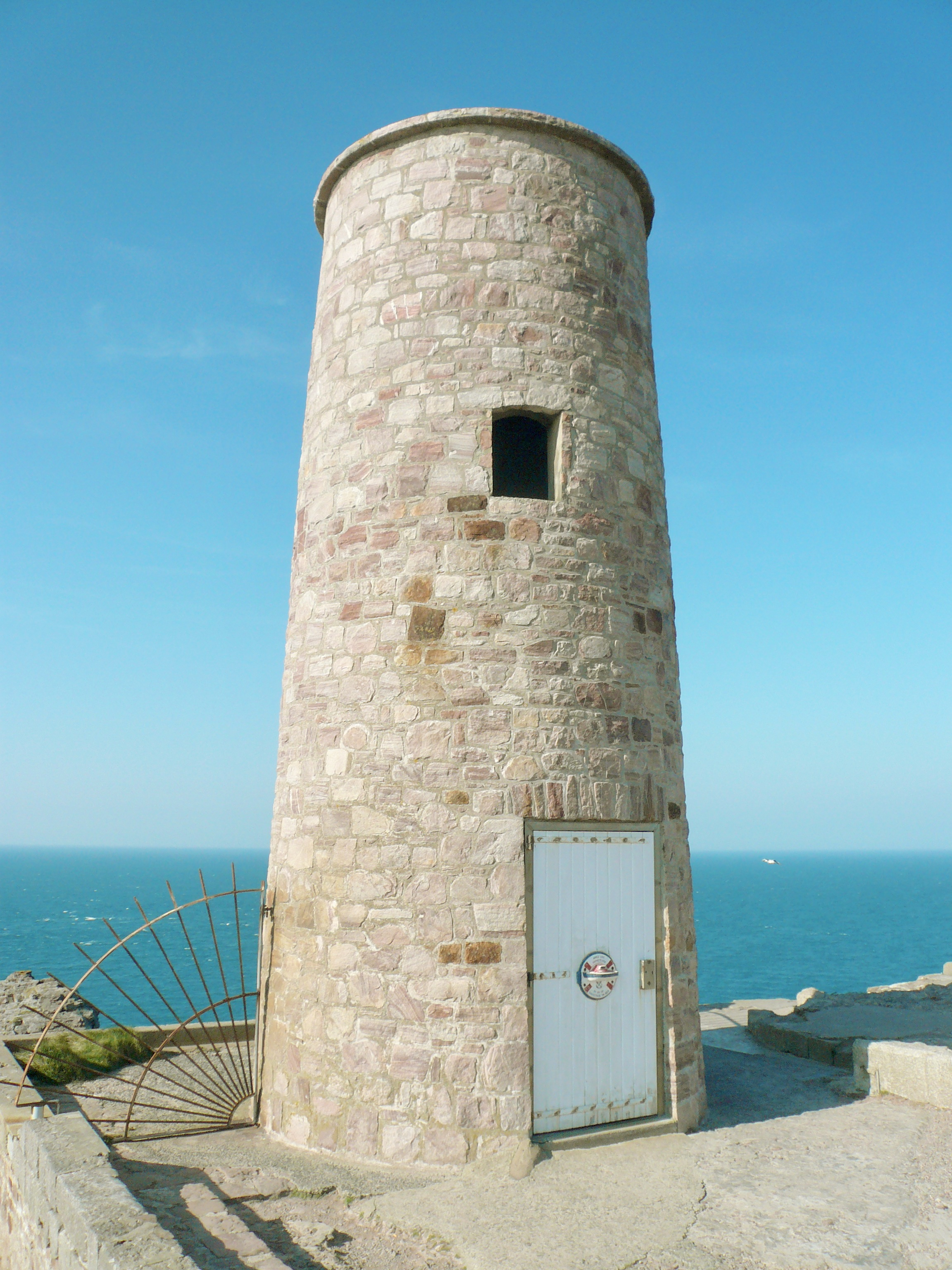
Le phare primitif des malouins à la pointe du cap.

Un phare plus moderne et plus haut sera construit entre 1845 et 1847, à la place de l'actuel. Il est électrifié en 1886. Les troupes allemandes le détruiront en août 1944.
Le phare actuel, reconstruit à partir de 1946, sera inauguré en 1950 : haut de 32 mètres, sa lanterne domine la mer de 103 mètres. Par temps clair, son feu est visible à plus de 100 kilomètres.

### Vestiges de la Seconde Guerre mondiale

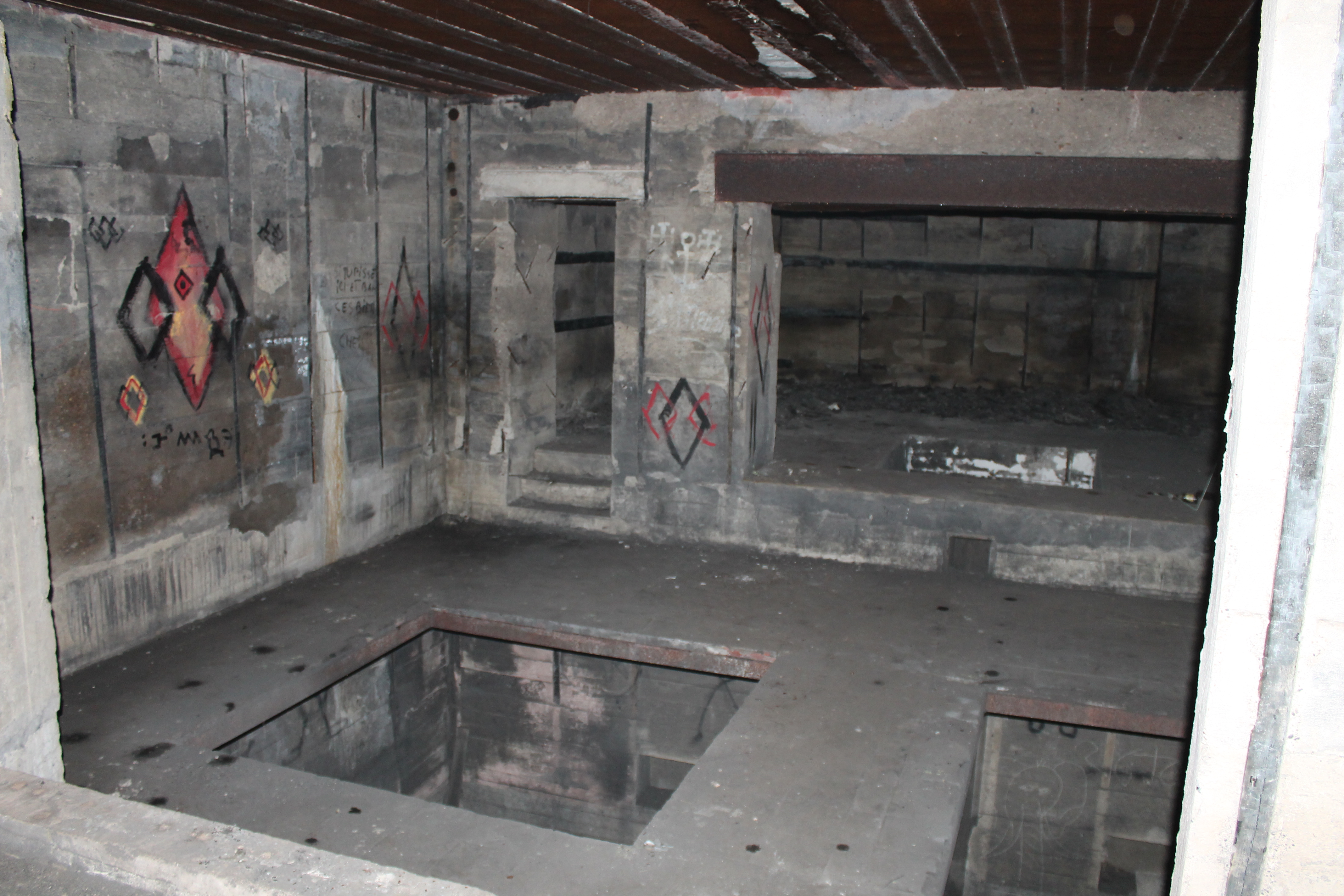
Intérieur du bunker « Anton ».

Pendant la Seconde Guerre mondiale le cap Fréhel a été l'emplacement d'une station radar, il n'en subsiste aujourd'hui que quelques blockhaus dissimulés dans les fourrés. Les galeries abritent des chauves-souris.
Le 14 août 1944 une task force de la 28e division d'infanterie américaine fut chargée d'attaquer les forces allemandes qui occupaient le cap Fréhel. Elle arrive le soir à Plévenon. Le lendemain, 15 août, avec l'aide de résistants FFI elle attaque la station de reconnaissance aérienne Frosch. Les Allemands se rendirent vers midi, 293 d'entre eux furent faits prisonniers.

## La route illégale du Cap Fréhel
En 1974, Joseph Hourdin, maire de Fréhel et conseiller général, entreprend illégalement la construction d'une route littorale menant au Cap Fréhel ; il se heurte à de vives oppositions de la part d'écologistes alors qu'il est soutenu par les agriculteurs locaux qui craignent que le plan d'occupation des sols alors en cours d'élaboration ne bloque pour eux toute perspective de développement. La route illégale en cours de construction fut abandonnée et le site remis en l'état.

## Tourisme
Le cap Fréhel est un site important du tourisme en Bretagne. Il attire de nombreux visiteurs venus pour les paysages de landes et de falaises, la réserve ornithologique et les randonnées des environs. Parmi les circuits prisés se trouve notamment le GR® 34, mais aussi des balades familiales vers les phares, les plages ou le château de Fort La Latte.

## Biodiversité

### Ornithologie
L'été, la rocher de la Fauconnière, ainsi que la falaise sous les pieds des touristes venus l'admirer, sert de site de nidification pour les Cormorans huppés, les guillemots de Troïl et plus bas pour les mouettes tridactyles. Selon les années, ce sont 280 à 336 couples de guillemots qui nichent sur ces falaises, ce qui représente environ 85% de l'effectif présent en France. Plus rares, 28 à 31 couples de pingouins torda occupent les lieux pour leur nidification. Les goélands marins, argentés ou bruns nidifient sur les terrains plus plats des îlots des alentours, tandis que les fulmars boréaux se répartissent tout le long des falaises. 
Les landes notamment, sont un lieu de passage migratoire de nombreux passereaux, tel que le traquet motteux.
À partir de la mi-été 2019, un couple de Craves à bec rouge est observé sur ce site : c'est une première mention départementale.

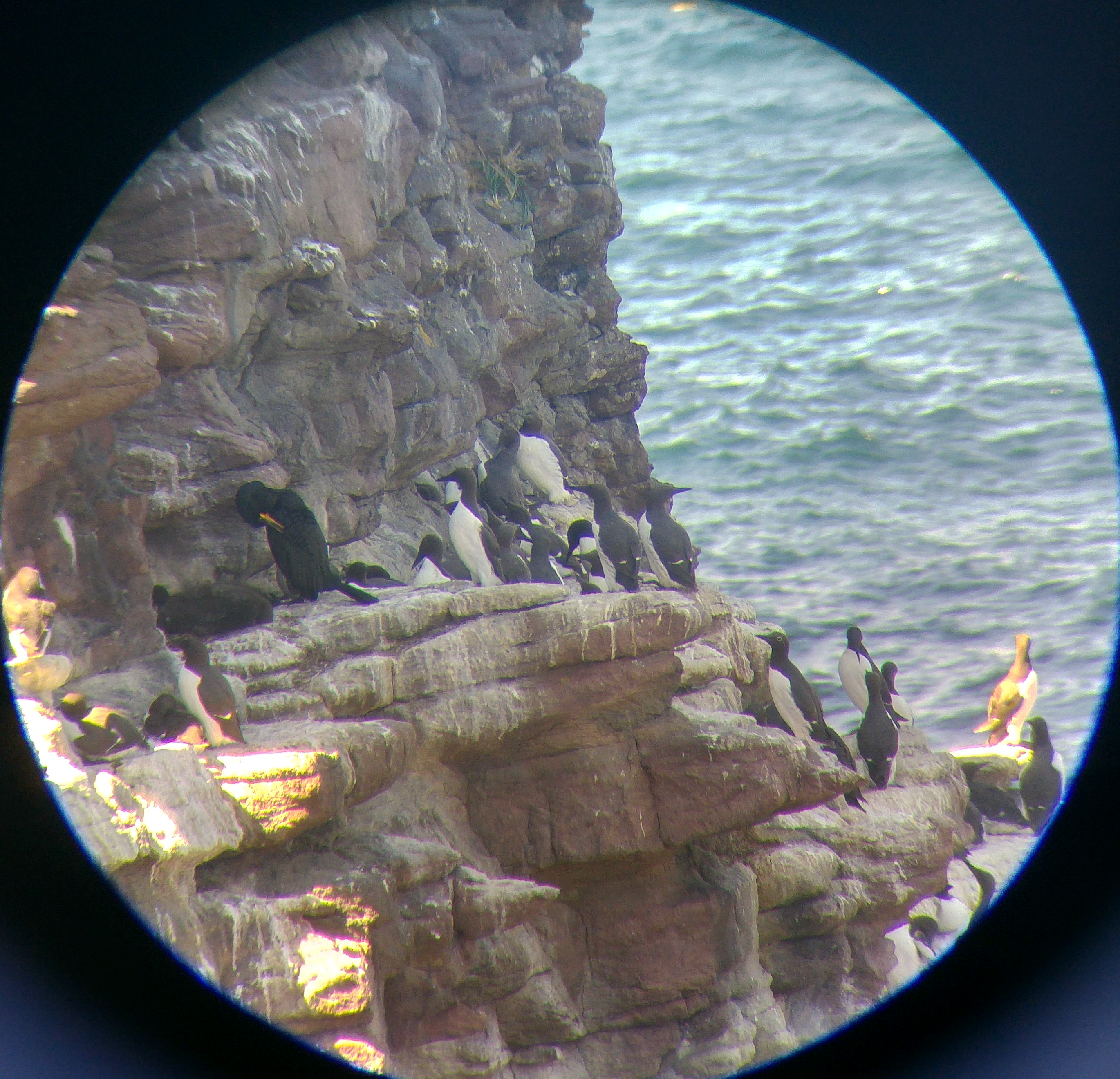
Guillemots de Troïl et un Cormorans huppé
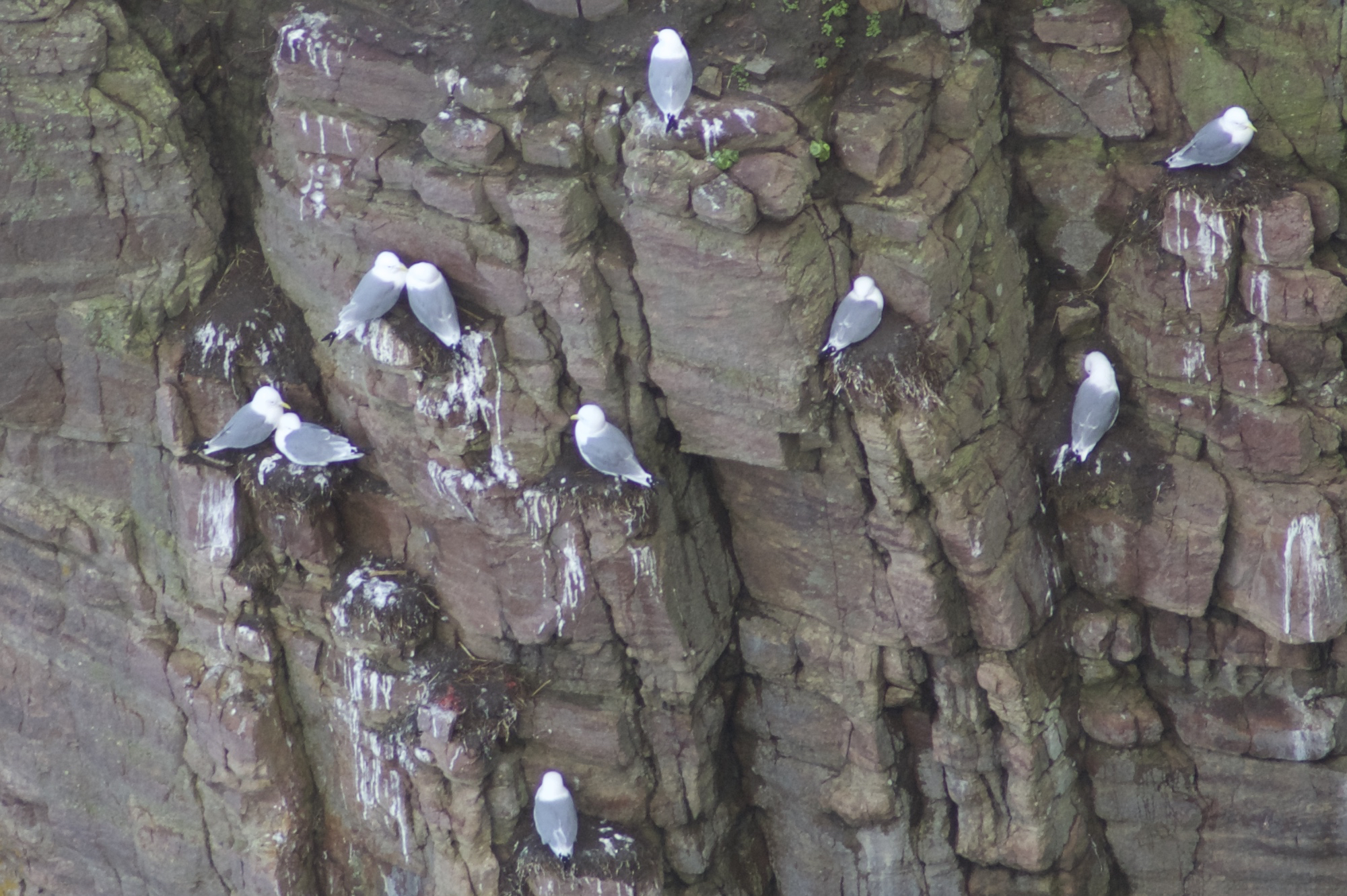
Mouettes tridactyles
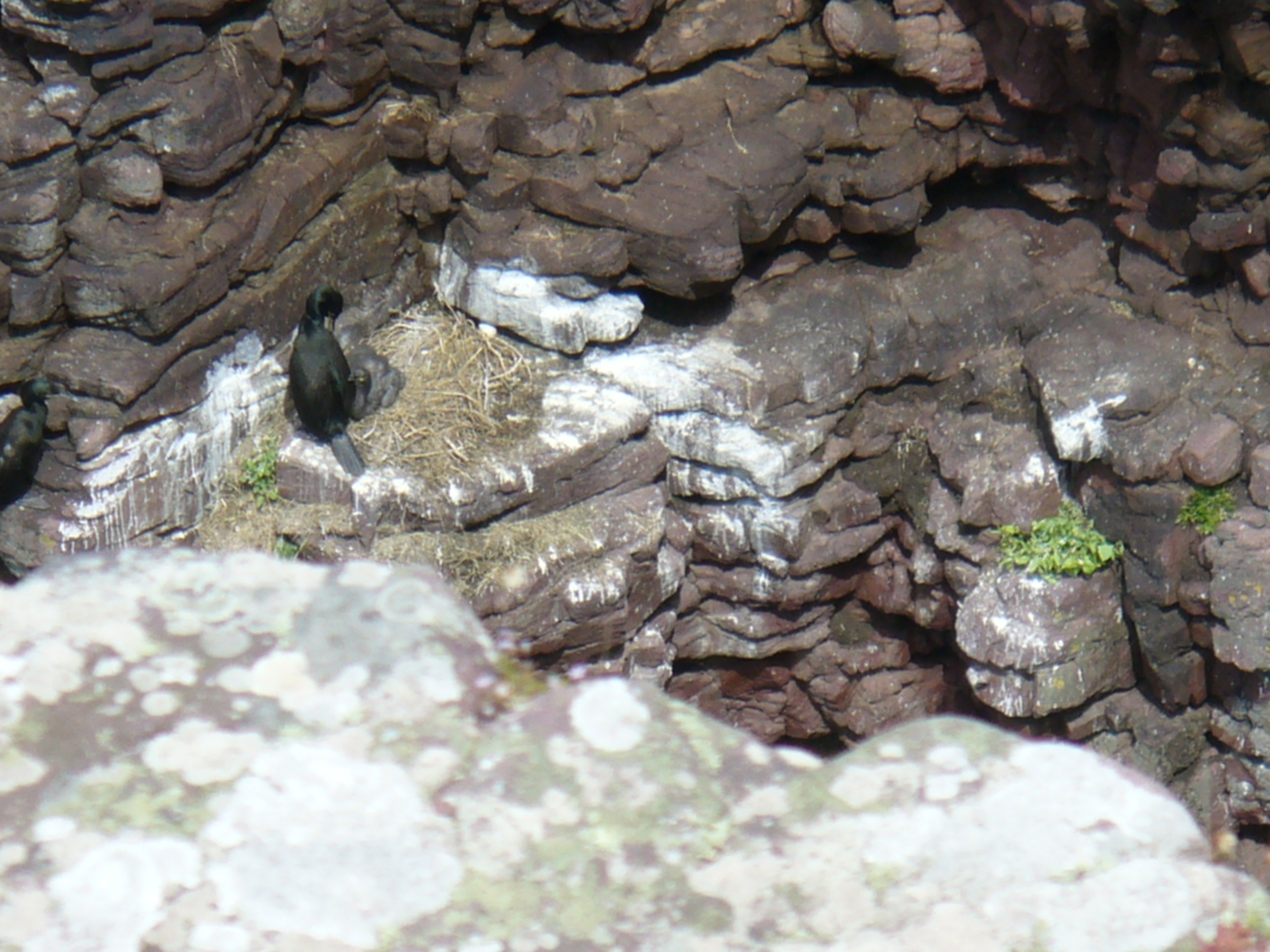
Cormorans huppé sur son nid avec un jeune
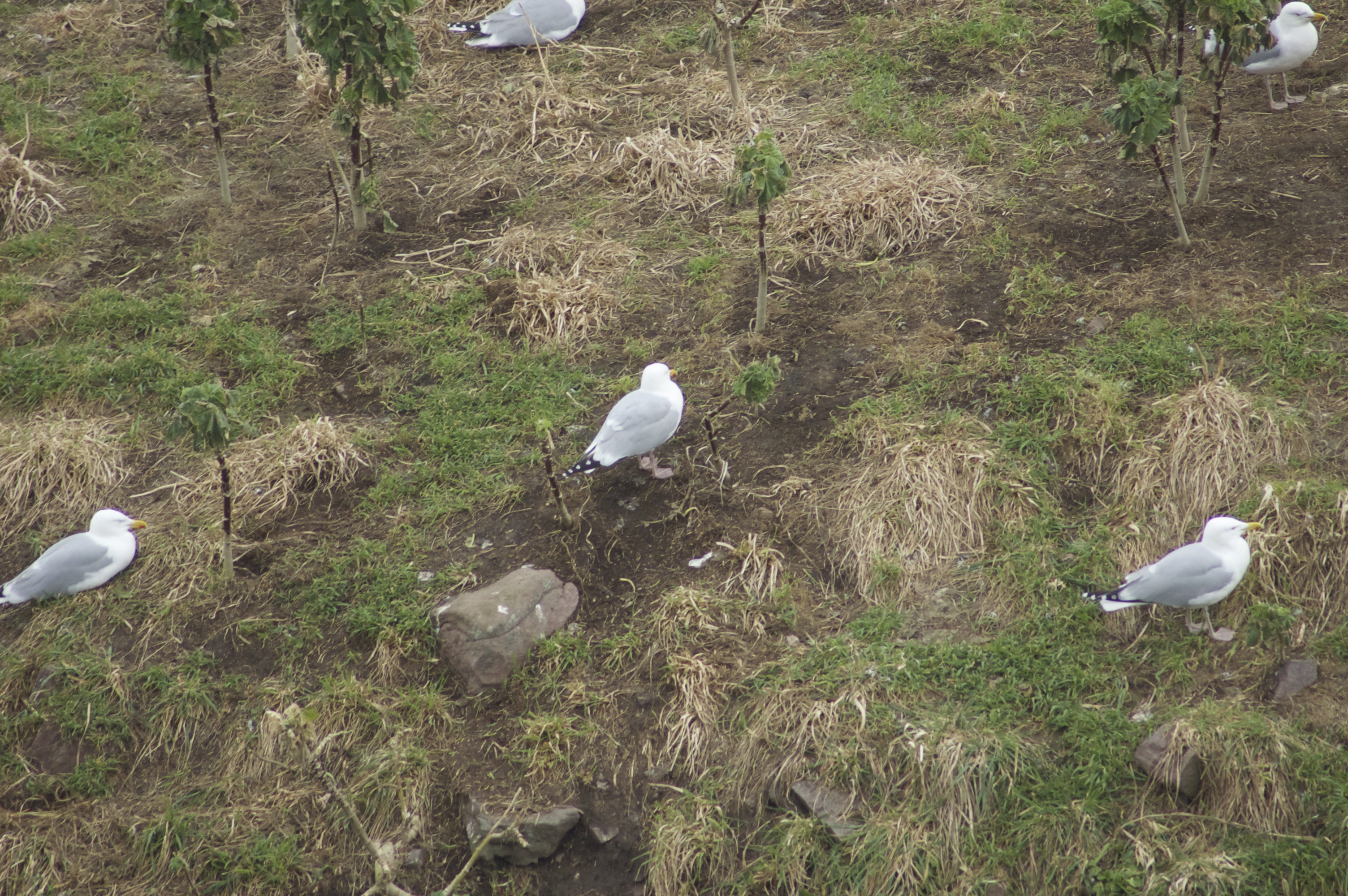
goélands argentés

On peut également entendre l'engoulevent d'Europe dans les landes du site.

### Landes
Les landes rases, battues par les vents marins, peignent le paysage du rose des bruyères et du jaune des ajoncs. Dans les creux, le long de petits rus ou autour de mares, se développent quelques saules. Les sentiers creusés par le piétinement des visiteurs, forment de petits creux qui servent de refuges à tout un petit peuple des landes : de petits lézards des murailles y paressent au soleil, des abeilles sauvages y creusent leurs abris, tandis que la sauterelle éphippigère ou les araignées traquent leurs proies.
Le cap Fréhel est couvert de 340 ha de landes, un troupeau réduit pâture le site, pour maintenir le milieu et empêcher sa fermeture. La lande est dégradée sur environ 75 ha. 

### Autres milieux
Les prairies à brachypodium et Peucedanum officinale ne sont présentes que sur le cap, en France.

## Désignations et classements
Les landes côtières ainsi que la mer sont couvertes par un site Natura 2000 (à la fois ZPS et ZSC) depuis Erquy jusqu'à Saint-Cast-le-Guildo. De plus le Cap d'Erquy et le Cap Fréhel sont tous les deux des sites classés, par une décision du ministère de la transition écologique et solidaire datée du 11 septembre 2019 (puis publiée au journal officiel le 24 septembre), l'ensemble a été labellisé Grand site de France,. Les travaux réalisés par le paysagiste Alain Freytet valent à ce dernier le Grand Prix national du paysage en 2022.
Le Parc éolien en baie de Saint-Brieuc, dont l'installation a débuté en 2021, est visible depuis le Cap Fréhel. Il s'agit d'un parc de 62 éoliennes, situé en mer à à peine 16 kilomètres du cap (qui est le point de la côte le plus proche du parc éolien) qui, du fait de leur hauteur très importante (210 mètres de haut), les éoliennes sont visibles la plupart du temps depuis le cap et la côte alentour. Plusieurs associations[Qui ?] se sont élevées contre la construction de ces éoliennes qui entache l'aspect sauvage du site, jusqu'ici préservé, selon leur analyse[réf. souhaitée]. Malgré les actions en justice et oppositions qu'elles ont attenté le parc éolien est achevé au printemps 2024 et prêt à être mis en service.